# Corylopsis yunnanensis
Corylopsis yunnanensis là một loài thực vật có hoa trong họ Hamamelidaceae. Loài này được Diels miêu tả khoa học đầu tiên năm 1912.